# Latin American Speakers
Latin American Speakers es el nombre comercial del Despacho Díaz Brassetti y Asociados S.C., fundado en 1981. En 1995 se convirtió en el primer servicio  profesional de representación de personalidades para ofrecer conferencias en habla hispana, y el primero fuera de los Estados Unidos que es agente de sus propios conferencistas.
Actualmente, Latin American Speakers es uno de los servicios de representación de personalidades más importantes de México. Su catálogo cuenta con destacados personajes de la vida política, empresarial, académica y cultural de México. Juan Ramón de La Fuente, Rodolfo Neri Vela, Héctor Aguilar Camín, Rossana Fuentes Berain, Federico Reyes Heroles y Denise Dresser, son algunos de los conferencistas que colaboran con el despacho. 
Desde 1990, CEMCAPSE y Latin American Speakers (1995), ofrece a los especialistas más importantes del Mundo en materia de presentaciones para pronunciar conferencias, impartir cursos o participar en seminarios. Entre los personajes internacionales que Latin American Speakers ha llevado a México están Lech Walessa, Felipe González, Francis Fukuyama y Alvin Toffler.

## Historia

### Los primeros 10 años
El 15 de marzo de 1981, los hermanos Javier y José Luis Díaz Brassetti alquilaron una oficina en las calles de Filadelfia 128-602, en la Colonia Nápoles de la Ciudad de México. Al considerar que la especialidad de José Luis era la Contabilidad, y la de Javier, la Educación, se propusieron ofrecer servicios de Asesoría Contable y Capacitación para Empresas. Para poder comenzar, sus padres les prestaron $200,000.00, en aquella época unos 8,500 dólares.
El área de Capacitación del despacho comenzó con cursos de oratoria organizados para señoras y para algunos de los que ya eran alumnos de Javier Díaz Brassetti; también se abrió el área de apoyo a la educación con cursos que ayudaran a los jóvenes en el tránsito de ciertas materias que les ofrecían problemas.
A mediados de agosto de 1981, los maestros Tiburcio Santana y Miguel Ángel Villalobos contrataron para sus respectivos colegios, el curso de Orientación Pedagógica para Maestros. En el Instituto Potosino, de San Luis Potosí, y en el Colegio Pedro Martínez Vázquez de Irapuato Guanajuato, se impartieron los programas con mucho éxito.
Para octubre, el despacho se constituyó como Sociedad Civil y desde entonces ha sido Díaz Brassetti y Asociados S.C.
En 1982, Javier y José Luis Díaz se separaron y Javier Díaz Brassetti conservó el nombre de la institución. En este punto, el despacho diseñó su curso de Métodos de Estudio.
Al iniciar 1983, el despacho fundó el Centro de Estudios Integrales S. de R.L. en Guatemala, institución que tenía como misión reproducir en Centroamérica el modelo que desarrollado en México. Desafortunadamente, CEDEI dejó de funcionar a los pocos meses de fundado.
En 1984, para dar fuerza al curso de Comunicación Oral, el despacho organizó un concurso de oratoria interescolar que se celebró en el Auditorio del Colegio La Florida. 
Celebraron cursos para padres, maestros y alumnos en el Colegio Héroes de la Libertad y surgió un contrato de asesoría para el Colegio Princeton.
Durante el mes de marzo de 1984, el ITAM por intermedio del Departamento Académico de Estudios
Generales, encargó al despacho Díaz Brassetti y Asociados S.C la elaboración de un programa de idioma español que incluyera una metodología para que los alumnos de nuevo ingreso pudieran perfeccionar hábitos de estudio, lectura, redacción, expresión oral y presentación de trabajos de investigación. El proyecto se inauguró en marzo de 1985 y terminó en el verano de 1988.
En 1987, ya con oficinas en Felipe Villanueva 23, en la Colonia Guadalupe Inn, el despacho tuvo a su cargo la capacitación de más de sesenta funcionarios de alto nivel de Nacional Financiera para desarrollarse como promotores, como parte del Programa de Apoyos Industriales. Esto se logró mediante la organización de un seminario de 25 días en el Hotel Dorados Oaxtepec.
En ese mismo año, Díaz Brassetti y Asociados participó con la Tesorería del Distrito Federal en la implantación de un programa de estimulación paralela para  Administradores Tributarios Locales.
En los primeros meses de 1988 el despacho concretó un contrato con Compañía Industrial SERMART que supuso un Seminario de Fin de Semana para todos los empleados. El objetivo cumplido fue Estimulación Paralela y Motivación.
Durante ese año también se capacitó a personal de Seguros Monterrey mediante el curso Trato a la Persona Humana, que consiguió transformar la mentalidad de secretarias, agentes de mostrador y ajustadores, dando a una nueva imagen de solidez y prestigio a la empresa.
También fue en 1988 cuando el despacho participó en la creación del Área Civil de la Secretaría de Marina Armada de México. Se desarrolló un programa que buscaba que civiles coordinaran áreas estratégicas de la Secretaría.

### CEMCAPSE
En 1989, el despacho comenzó a operar con el nombre comercial de CENTRO MEXICANO DE CAPACITACIÓN EMPRESARIAL Y SERVICIOS EDUCATIVOS, CEMCAPSE.
En octubre de ese año, CEMCAPSE llevó a México al experto en administración David R. Hampton. Esta fue la primera conferencia con un expositor internacional organizada por el despacho. 
El interés del empresariado mexicano y del despacho por llevar a México personalidades internacionales originó el programa México Produce – México Exporta: Ocho conferencias sobre los temas de mayor actualidad en ese entonces: Creatividad, Excelencia, Calidad, Administración de Proyectos, Management, Mercadotecnia, Relaciones Públicas, Liderazgo, expresados por reconocidos especialistas en cada materia.
En 1990, a través de Lawrence Leson, CEMCAPSE llevó a México al profesor Rudi Dornbusch, con el patrocinio de Bancomext. Además del éxito de taquilla, Dornbusch fue todo un acontecimiento del que se ocuparon los medios. Apareció en noticieros de radio y televisión, y varias notas de prensa. Los dos años siguientes, Dornbusch regresó a México, a través de CEMCAPSE, patrocinado por Bancomer en 1991 y por Nacional Financiera en 1992.
Después de gestionarlo a través de Lawrence Leson, CEMCAPSE consiguió la aprobación del despacho norteamericano de representación de personalidades, Leigh Buraeu, para promover a sus conferencistas en México.  Ésta fue la primera vez en el mundo, fuera de los Estados Unidos, que un despacho reproducía el modelo de la representación de personas célebres que podían impartir conferencias.
El 2 de julio de 1991, CEMCAPSE consiguió llevar a México al futurista Alvin Toffler, con el patrocinio de Banamex, y la publicidad llamó la atención del United States Information Service, dirigido por Robert Plotkin, que apoyó también la organización del evento. Alvin Toffler regresaría a México al año siguiente, también gracias al patrocinio de Banamex, y en 1999 al Congreso de Educación de Guanajuato.
A principios de 1992, CEMCAPSE organizó el seminario “El Nuevo Pensamiento Empresarial”, que consistió en las conferencias de diez distinguidas personalidades en áreas distintas: nueve en vivo y una vía satélite con el economista Paul Krugman. CEMCAPSE aprovechó el seminario para presentar su nuevo catálogo de servicios.
Ese mismo año, CEMCAPSE armó una serie de programas de capacitación y entrenamiento, bautizados como Megacapacitación, que ofrecía títulos como: Liderazgo Plus, Megamando, Marketing por Check List, Optimización de Recursos Secretariales y los dos con mayor éxito: Taller de Aplicación Docente, Formación de Instructores y Redacción para Usuarios de PC.
En 1992 también, el despacho gestionó una videoconferencia para Nacional Financiera con uno de los padres del management, Peter F. Drucker. El autor también realizó una ponencia en video para Unisys el año siguiente.
El Periódico El Financiero patrocinó en 1993 una serie de conferencias internacionales, que comenzaron con la visita del editor del Diario Financial Times, Stephen Fidler. La editora del Financial Post de Toronto, Diane Francis, también visitó México en 1993, gracias a la colaboración de El Financiero, La Sociedad de las Américas y CEMCAPSE.
Gracias al Dr. Douglas Lamont, CEMCAPSE se convirtió en la representación en México de la Escuela de Negocios Kellog de la Universidad North Western. En marzo de 1993 se firmaron los contratos y ejecutivos de organizaciones como TELMEX y Proquina tuvieron oportunidad de actualizarse en una de las mejores escuelas de negocios del mundo.
A mediados de marzo de ese año, CEMCAPSE llevó a México al escritor Anthony Sampson a dar la conferencia “México en las Políticas del Mercado Global”.
En ese mismo mes, se presentó el economista norteamericano Paul Krugman en México, quien años más tarde se convertiría en Premio Nobel de Economía. Ya como Latin American Speakers, el despacho llevaría a Krugman a México, nuevamente, en el 2015.
CEMCAPSE, invitado por el despacho de abogados Carlsmith Ball, se convirtió en el editor de la primera Guía Legal para Inversiones y Negocios en los Estados Unidos. Duane Zobrist y Timon Marshall, abogados norteamericanos, escribieron en inglés la Guía y CEMCAPSE la tradujo, la interpretó, la adaptó y la publicó.
Durante todos estos años CEMCAPSE sirvió como negociador e intermediario para la presentación en México de figuras como Margareth Thatcher y Ronald Reagan, asimismo participó en la planeación y desarrollo de innumerable cantidad de cursos y seminarios para instituciones tales como Kodak, Videovisa, Banco Mexicano, KPMG, etc.
A principios de 1994, apoyado por los hoteles Camino Real y por la Compañía Mexicana de Aviación, CEMCAPSE llevó a México al connotado periodista Bob Woodward, para el ciclo El Financiero y Los Pulitzer. El ambicioso ciclo de conferencias concluyó con la conferencia “Cuba y el Exilio de los Cubanos”, impartida por el Premio Pulitzer 1987, Alfonso Chardy.

### Latin American Speakers
En julio de 1994, CEMCAPSE se dio a la tarea de abrir la división Latin American Speakers, que tuvo el primer catálogo en el mundo, fuera de los Estados Unidos, que ofrecía la posibilidad de contratar a personalidades importantes para que pronunciaran una conferencia.
Del primer catálogo se imprimieron doce mil ejemplares, 6,000 en español y 6,000 en inglés. La marca se registró en México y en los Estados Unidos.
Julio A. Millán, Ikram Antaki, Ángeles Mastretta, Guillermo Sheridan, Jorge Castañeda, Rolando Cordera, Raymundo Riva Palacio, Rafael Loret De Mola, y sobre todo Carlos Monsiváis y el Doctor Rodolfo Neri Vela, comenzaron a ser invitados por distintas instituciones educativas, por cámaras, asociaciones y por empresas.
En 1996, Latin American Speakers creó, planeó y desarrolló el Programa SOL (Seguridad, Orden, Limpieza) que consiguió capacitar y entrenar a todos los funcionarios del municipio de San Miguel de Allende, Guanajuato, y a un buen número de prestadores de servicios turísticos. Esto con el objetivo de conseguir una nueva imagen para el estado. El programa dio arranque con una conferencia de María Victoria Llamas.
Durante el Gobierno de Vicente Fox en el estado de Guanajuato, el CODEREG contrató a Latin American Speakers para entrenar y capacitar a los funcionarios municipales en Liderazgo, Planeación Estratégica y Manejo del Cambio.
Latin American Speakers se inscribió al International Group of Agencies and Bureaus (IGAB), que agrupaba a los principales despachos norteamericanos de representación de personalidades. La revista Sharing Ideas le hizo un reconocimiento en 1996.
Ericsson, la PROFECO, la Asociación Mexicana de Ingenieros de Seguros, la Universidad Intercontinental, la de Celaya, la de las Américas en Puebla, la De Monterrey en Monterrey, la de San Luis Potosí, y los Campus Ciudad de México, Monterrey, Toluca, Querétaro del ITESM, fueron algunos de los clientes más representativos de esa época del despacho.
CANACINTRA Campeche, COIPARMEX Hidalgo, COPARMEX León, Vallarta, el Centro Empresarial de Tampico, de Ciudad Juárez, la CANACO de Zamora, en Michoacán, de Saltillo en Coahuila, Seguros Monterrey, Coca Cola de México, entre muchos más, contrataron a Carlos Monsiváis, Rolando Cordera, Raymundo Riva Palacio, Federico Reyes Heroles, Sergio Sarmiento, Enrique Quintana, Carlos Castillo Peraza, Ángeles Mastretta, Don Eulalio Ferrer, Don Gustavo Petricioli.
En 1998, el Gobierno del Estado de Guanajuato organizó el Segundo Congreso Internacional de Educación, en el que participaron los doctores Myong Won Suhr y Zhou Nanzhao, además del líder moral mundial, Lech Walesa. También un destacado grupo de personalidades mexicanas pronunció conferencias y moderó en las seis sedes del seminario.  Alfredo Jalife, Sara Martínez, Salvador García Liñán, Gabriel Székely, Rolando Cordera, Pablo Latapí y El Doctor Rodolfo Neri Vela se alternaron en las ciudades escogidas, dando al congreso el mejor de los niveles. 
Antes del congreso, el despacho organizó en el Hotel Royal Pedregal un seminario que denominó “Los retos de la educación frente al nuevo milenio”. Participaron tanto los doctores Myong Won Suhr y Zhou Nanzhao como dos especialistas mexicanos Pilar Rodríguez y el Maestro Rodolfo Vázquez.
En 1999, Seguros Monterrey ideó un programa de capacitación para ejecutivos de la compañía, que integró ocho conferencias sobre el tema familia y empresa, todas presentadas por personajes representados por Latin American Speakers. María Victoria Llamas, Héctor Bonilla, Alfredo Cortés, Tere Compeán De Carrera, José Luis González Douglas, el Doctor Rafael Bolio, Mariano Miranda y Javier Díaz Brassetti, tuvieron ocasión de hablar de hijos, salud, pareja, educación y psicología.
En el mes de mayo del año 2000, Latin American Speakers hizo pública una encuesta realizada por Alducín y Asociados en la que el candidato a la presidencia, Vicente Fox punteaba por encima de Francisco Labastida y de Cuauhtémoc Cárdenas. 
A finales del 2000, Latin American Speakers concretó que Lech Walesa asistiera a la toma de posesión del presidente Fox y al Instituto Tecnológico Autónomo de México (ITAM). El exmandatario polaco regresó a México en 2005, también gracias al contacto del despacho.
En 2001, Latin American Speakers participó en la organización del Diplomado en Desarrollo Municipal en Villahermosa. Para dar inicio al programa hubo una conferencia de Jesús Silva Herzog Márquez y las materias del diplomado fueron impartidas por Fernando Somorrostro, Gabriel Rosales, Arturo Martínez Cáceres, Alejandro Herrera, Carlos Bonilla y Javier Díaz Brassetti. Para clausurar el evento invitaron a Sergio Sarmiento.
En marzo de 2002, AMHEDIR invitó, por medio del despacho, al expresidente español Don Felipe González para su convención nacional. Como parte de la visita del exmandatario a México, el despacho organizó una conferencia para ejecutivos de Banco Santander en el Hotel Nikko, una visita a la Comunidad Down y una participación en el Seminario Internacional de Recursos Humanos.
Ese mismo año, el Doctor Rodolfo Neri Vela y Francis Fukuyama fueron invitados de honor en la Convención Internacional ANGECAI en Cancún. A este evento asistieron directivos de los organismos de empresa de mayor presencia en el país.
En 2003, Latin American Speakers participó como patrocinador en el congreso EXPOCAPACÍTATE EMPRESARIAL, en Monterrey, Nuevo León. En el evento ofrecieron conferencias Alfredo Jalife, Rafael Loret De Mola y Carlos Bonilla. El evento fue muy exitoso.
El Instituto de Administración Pública del Estado de Tabasco invitó a Latin American Speakers en 2004 a impartir un módulo en la Maestría de Administración Pública. La doctora María Luisa Yunez, coordinadora del programa que duró hasta principios de 2005, consiguió que la participación del despacho tuviera una gran aceptación y una enorme trascendencia.
En 2006, Latin American Speakers consiguió para una conferencia en el ITESM Campus Estado de México, al médico norteamericano Dr. Patch Adams. También en ese año, Latin American Speakers llevó a México, contratado por Televisa, al escritor Ori Braffman. 
Pronósticos para la Asistencia Pública instituyó en 2007 un programa para dar fuerza a las marcas Melate y Revancha, en el que personalidades de renombre participaban en sus sorteos de los domingos. Latin American Speakers se encargó de asesorar en la consecución, a veces conseguir, presentar y atender a personajes de los deportes, la cultura, la música, el radio y la televisión. El programa fue muy exitoso y se desarrolló hasta 2011.
Al considerar que el cliente no era el consumidor final sino el concesionario, Pronósticos decidió la organización de foros y convenciones que consiguieran acercar más a los vendedores de sus productos a la realidad de la institución. Estos eventos se llevaron a cabo entre 2007 y 2011. 
En 2007 también, la Confederación Nacional de Agentes Aduanales invitó al analista Moisés Naim a su Convención Anual en Cancún, Quintana Roo.
En abril de 2008, la Vicepresidencia de Recursos Humanos de TELEVISA, invitó a Latin American Speakers a formar parte de dos proyectos importantes, ambos relacionados con la implantación en la empresa de programas internacionales que ofrecieran a los ejecutivos herramientas para su desarrollo profesional. 
Se negoció con Juan Mateo, director entonces de Training Lab, y con los directivos del Instituto Superior de Comercio y Mercadotecnia, ISEE, en Francia, una institución educativa muy prestigiada en materia de maestrías y doctorados en Administración, Mercadotecnia y Negocios. El trabajo del despacho consistió en dar seguimiento a los acuerdos que se celebraron.
El despacho estrenó logotipo en 2010. Este entrelaza sus siglas (LAS) formando la imagen del orador frente a la palestra.
Latin American Speakers continuó colaborando con Pronósticos para la Asistencia Pública con el programa La Experiencia Pronos, con  la idea de concentrar al mayor número de agentes en el menor número de plazas. Se presentó el Programa PRONOS CAPACITA Serie Uno y a finales de 2011 se presentó la Serie Dos del programa.
En 2013, Latin American Speakers cerró una alianza con The Leson Agency para colaborar en la contratación de conferencistas internacionales. En ese año, también empezó la actividad del despacho en las redes sociales, Facebook y Twitter.
A la fecha, Latin American Speakers promueve a una nueva generación de conferencistas nacionales e internacionales, además de las personalidades que han formado parte de su catálogo durante varios años. La parte de capacitación continúa funcionando y el despacho sigue ofreciendo la oportunidad de conseguir la información más vigente en el momento más oportuno.

### Un modelo de negocio
La importancia capital de Latin American Speakers radica en haber creado y desarrollado un modelo de negocio que no existía en cuando menos el mundo hispanoamericano. Para un grupo selecto en 1994 representó la posibilidad de promoción en un área en la que resultaba impensable cobrar honorarios; para instituciones y empresas de toda naturaleza facilitó el acceso a talento y celebridad nacional e internacional.
Hoy, no lo olvidemos, gracias a este modelo, celebridades como Hilary y Bill Clinton, Tony Blair, José María Aznar, Rigoberta Menchú, César Gaviria, Álvaro Uribe y cientos de personalidades mexicanas, pueden ser invitados y contratados con el amparo de la confianza que sembró Latin American Speakers. 

## Experiencia

### Estudios y Proyectos
Desde 1981, Latin American Speakers ha participado en la integración de grupos interdisciplinarios para la realización de Estudios de Factibilidad y Desarrollo de Importantes Proyectos. Entre los proyectos de mayor importancia de los que han sido parte están: 
1982. Estudio para la Creación de la Cátedra de Retórica. Colegio de Graduados, UPICSA, Instituto Politécnico Nacional.
1983. Estudio para el Desarrollo de Prácticas Escolares en Pedagogía. Facultad de Filosofía y Letras, Escuela de Pedagogía, Universidad Nacional Autónoma de México.
1983. Planeación, Creación, Organización y Desarrollo del Centro de Estudios Integrales S de R.L. Guatemala, C.A.
1984. Planeación, Creación, Organización y Desarrollo del Centro de Español del Instituto Tecnológico Autónomo de México, ITAM.
1984. Estudio de Factibilidad para la Edificación y Funcionamiento de una Escuela Preparatoria. Colegio Princeton del Pedregal.
1987. Planeación, Creación, Organización y Desarrollo del Programa Integral para Promotores Industriales Nacional Financiera NAFINSA-PAI.
1988. Planeación y Desarrollo del Programa Paralelo de Estimulación Graduada para los Administradores Tributarios Locales de la Tesorería del DF.
1988. Planeación, Creación, Organización y Desarrollo del Programa Transformación del Personal Hacia una Actitud de Servicio. Seguros Monterrey.
1988. Estudio para la Transformación del Organigrama, Valoración de Puestos, Diagramas de Proceso, de la Secretaría de Marina. Trabajo Publicado en el Diario Oficial de la Federación el 3 de marzo de 1989.
1990. Planeación, Creación, Organización y Desarrollo del Programa México ProduceMéxico Exporta. Banco Nacional de Comercio Exterior, BANCOMEXT.
1990. Estudio de Factibilidad para la Edificación y Funcionamiento del Proyecto CENTRO
DE ESPAÑOL, en diferentes ciudades de la Unión Americana.
1992. Planeación, Creación, Organización y Desarrollo del Programa Integral para el Desarrollo del Personal. Kodak Mexicana, Industria Fílmica Iberoamericana y Grupo Videovisa.
1992. Estudio y Desarrollo del Proyecto de Reorganización de Turbinas y Equipos Industriales, TEISA-Sulzer Echerviss.
1994. Estudio y Desarrollo del Proyecto de 400 Conferencias Programa Foros Nacionales. Partido Revolucionario Institucional.
1994. Planeación, Creación, Organización y Desarrollo del Programa El Financiero y los Pulitzer.
1994. Planeación, Creación, Organización y Desarrollo del Programa LATIN AMERICAN SPEAKERS®.
1996. Planeación, Creación, Organización y Desarrollo del Programa Seguridad, Organización, Limpieza, SOL, Municipio de San Miguel Allende Guanajuato.
1996. Planeación, Creación, y Desarrollo del Programa Integral de Información y Comunicación. EDS de México.
1996. Estudio y Desarrollo Parcial del Proyecto para el Desarrollo Municipal del Estado de
Guanajuato. Villagrán, San Diego De La Unión y Cuerámaro, Guanajuato.
1997. Estudio y Planeación para el Seminario Internacional Poder y Democracia.
Gobierno del Estado de Guanajuato.
1997. Propuesta y Desarrollo del Programa El Vendedor Profesional. Promotores
Inmobiliarios de León, Guanajuato.
1998. Estudio de Factibilidad y Creación para la Edificación de un Centro Nacional de Capacitación. Proyecto Candidatos. Partido Acción Nacional.

### Organización y Desarrollo
Hasta el momento, Latin American Speakers ha contactado a más de mil ochocientas presentaciones con algunas de las más personalidades más importantes de México y al mundo y coordinado más de tres mil quinientos grupos de trabajo en capacitación, entrenamiento, actualización, información y asesoría.
Entre las actividades más destacadas del despacho a este respecto están:
1989. Seminario El Recurso de los Recursos Humanos: La Persona. Doctor David R. Hampton. Universidad Iberoamericana, Universidad Anáhuac del Sur, Instituto Tecnológico de Estudios Superiores de Occidente, ITESO.
1990. Seminario Creatividad. Doctor Euggene Raudssepp. BANCOMEXT.
1990, 1991, 1992, 1993. Seminario Expectativas Económicas. Doctor Rudiger Dornbusch. Bancomext. Bancomer, Nacional Financiera, BBV, Asociación Mexicana de Distribuidores de Automóviles, AMDA.
1991, 1992. Seminarios El Cambio y El Cambio del Poder. Alvin Toffler. Banamex
1992, 1993. La Empresa en la Sociedad Postcapitalista. Peter Drucker. Nacional Financiera, Unisys.
1992. Seminario El Nuevo Pensamiento Empresarial. John Naisbbitt, Paul Krugman, Sergei Grigoriev y diez conferencistas internacionales más.
1993, 1994. Ciclo de Conferencias El Financiero y los Pulitzer. Bob Woodward, Alfonso Chardy, Diane Francis y cinco expositores internacionales más.
1998. Seminario internacional La Educación frente a los retos del milenio que ya llegó. Zhou Nanzhao, Myong Wong Suhr.
1999. Expectativas México 2000. Ciclo de conferencias encabezado por el Doctor Jorge G. Castañeda.
2000. Presentación de la encuesta nacional de preferencias de voto. Polyforum Cultural Siqueiros, Ciudad de México.
2001. Diplomado en Desarrollo y Gestión Municipal. Gobierno del Estado de Tabasco. Secretaría de Desarrollo Social. Villahermosa, Tabasco, México.
2002. Presente y Perspectivas Globales. Conferencia internacional con el presidente Felipe González. Ciudad de México.
2002. Patrocinio y presencia en el VII Congreso Mundial de Ejecutivos de Asociaciones (Cancún, Quintana Roo).
2003. Patrocinio y Presencia en la VI Expo capacítate Monterrey (Nuevo León, México).
2005 Patrocinio y Presencia en la 8.ª Convención Nacional de la Asociación Mexicana de Profesionales en Ferias, Exposiciones y Convenciones, AMPROFEC.
2005, 2006, 2007, 2008 y 2009 Patrocinio y Presencia en las reuniones mensuales de la Asociación de Gerentes y Directores de Cámaras e Instituciones. ANGECAI.
2007,2008,2009, 2010, 2011. Asesoría y desarrollo de los programas de Embajadores para la Asistencia Pública y Foros y Convenciones Nacionales para 9,200 agentes autorizados. Pronósticos para la Asistencia Pública.
2006, 2007, 2008, 2009, 2010, 2011, 2012, 2013 y 2014 Asesoría y desarrollo del plan de Competencias; elaboración de materiales y coaching para la Vicepresidencia de Recursos Humanos de TELEVISA.
Capacitación, Asesoría y Coaching para más de mil setecientos grupos, integrados por los más diversos auditorios, en el 95% de los Estados de la República Mexicana, en los Estados Unidos, Guatemala, Panamá, España, Las Islas Bahamas, Chile y la República Argentina.
Atención a las empresas y organizaciones más importantes del país: TELEVISA, TELMEX, Petróleos Mexicanos, BIMBO, Grupo Nacional Provincial, Seguros Monterrey New York Life, Grupo Elektra, Televisión Azteca, Gamesa, Coca Cola, Ericsson, Sony, Cadbury, Pfizer, Laboratorios Smithklean, Farmacéutica Lakeside,  EDS, Banamex, BBVABancomer, Scottia Bank, Banco Santander, Proquina y KPMG.
- Datos: Q25404622